# Heflin (Luisiana)
Heflin é uma vila localizada no estado americano de Luisiana, na Paróquia de Webster.

## Demografia
Segundo o censo americano de 2000, a sua população era de 245 habitantes.
Em 2006, foi estimada uma população de 243, um decréscimo de 2 (-0.8%).

## Geografia
De acordo com o United States Census Bureau tem uma área de
5,1 km², dos quais 5,1 km² cobertos por terra e 0,0 km² cobertos por água. Heflin localiza-se a aproximadamente 48 m acima do nível do mar.

## Localidades na vizinhança
O diagrama seguinte representa as localidades num raio de 16 km ao redor de Heflin.